# Omikron Geminorum
Omikron Geminorum (Jishui, ο Gem) – gwiazda w gwiazdozbiorze Bliźniąt, znajdująca się w odległości około 166 lat świetlnych od Słońca.

## Nazwa
Gwiazda ta ma nazwę własną Jishui, która pochodzi z tradycji chińskiej (chiń. 積水; pinyin jī shuǐ). Stanowi ona koniec „północnej rzeki” (chiń. 北河; pinyin běi hé), obejmującej także Kastora, Polluksa i ro Geminorum. Gwiazda reprezentuje źródło wody dla winiarstwa lub gotowania. Międzynarodowa Unia Astronomiczna w 2017 roku formalnie zatwierdziła użycie nazwy Jishui dla określenia tej gwiazdy.

## Charakterystyka
Jest to żółto-biały olbrzym reprezentujący typ widmowy F3, o obserwowanej wielkości gwiazdowej 4,9m.